# Albanische Männer-Handballnationalmannschaft
Die albanische Männer-Handballnationalmannschaft repräsentiert den Handballverband Albaniens (Federata Shqiptare E Hendbollit) als Auswahlmannschaft auf internationaler Ebene bei Länderspielen im Handball gegen Mannschaften anderer nationaler Verbände.

## Geschichte
Die Auswahl Albaniens konnte sich bisher für kein großes Turnier qualifizieren. Sie wurde zur Entwicklung des Handballsports von der Internationalen Handballföderation (IHF) 2015 und 2017 zur IHF Emerging Nations Championship eingeladen. Bei der IHF Emerging Nations Championship 2015 belegte die Mannschaft nach einem Sieg (37:26 über Armenien) und fünf Niederlagen den 14. Platz bei 16 Teilnehmern, bei der IHF Emerging Nations Championship 2017 nach fünf Niederlagen und einem Sieg (24:23 gegen Armenien) den 15. Platz von 16 Teams.